# L'Écho-Le Régional
L’Écho-Le Régional est un journal local fondé en mars 1888 à Beaumont-sur-Oise par le journaliste Guy Paquet, fils de l'industriel Nicolas Paquet, fabricant de métronomes et originaire de Seine-Maritime.

## Historique
Ce journal avait pour premier nom Le Régional du Nord de l'Île de France et couvrait le bassin industriel de Persan-Beaumont et de L'Isle-Adam avant de s'étendre sur toute la Vallée de l'Oise jusqu'à Pontoise. Il fut le premier à annoncer la mort du peintre Vincent van Gogh en juillet 1890 à Auvers-sur-Oise.
Il a eu une première série d'édition de 1888 à 1913. Puis de 1935 à 1939 et 1944 à 1986. Il s'est ensuite développé dans l'ensemble du département à travers plusieurs éditions L'Écho d'Argenteuil, L'Écho-Régional (Ermont-Eaubonne), L'Écho d'Enghien-Montmorency, Le Régional (Persan-Beaumont, L'Écho de Méru, L'Écho de Cergy-Pontoise, etc.

Il était imprimé à l'Imprimerie de Persan-Beaumont, qui avait été achetée par Joseph Codet (né en 1900) et qui avait participé à la Résistance en imprimant des faux-papiers.

À la mort de Joseph Codet, il a été repris sous son actuelle appellation en 1988 par le journaliste Jean-François Dupaquier, qui a dirigé le titre avant de le vendre en 2008 au groupe Publihebdos, filiale de SIPA (groupe Ouest-France). 

Il a désormais pour cœur de lectorat la vallée de Montmorency (Enghien, Montmorency, Ermont, Eaubonne...), le Parisis (Argenteuil et Bezons), la Vallée de l'Oise (Persan, Beaumont et L'Isle-Adam), le Pays de France (Domont-Montsoult), mais aussi Viarmes, Luzarches...
C'est un hebdomadaire paraissant le mercredi, il est habilité à la publication des annonces judiciaires et légales. 
Son siège est situé à Pontoise et il partage ses locaux avec La Gazette du Val-d'Oise, autre hebdomadaire départemental du groupe (qui paraît le mercredi).

Son directeur est Francis Gaunand (D-G de Publihebdos). Son directeur délégué Philippe Rifflet. Son éditeur-délégué Julien Ducouret.
 
Le rédacteur en chef des deux titres est Julien Ducouret.
Le 21 mars 2013, pour célébrer ses 125 ans, le journal passe à la formule numérisée en lançant son site Internet : http://www.echo-regional.fr/